# Neuquén (Argentina)
Neuquén je hlavní město argentinské provincie Neuquén. Leží na soutoku řek Limay a Neuquén. Město oficiálně vzniklo 12. září 1904. Jeho název pochází z mapudungunského slova nehuenken. V roce 2010 zde žilo 224 685 obyvatel. Osm kilometrů od města se nachází Mezinárodní letiště prezidenta Peróna.